# Superintendentura Kartuzy Ewangelickiego Kościoła Unijnego

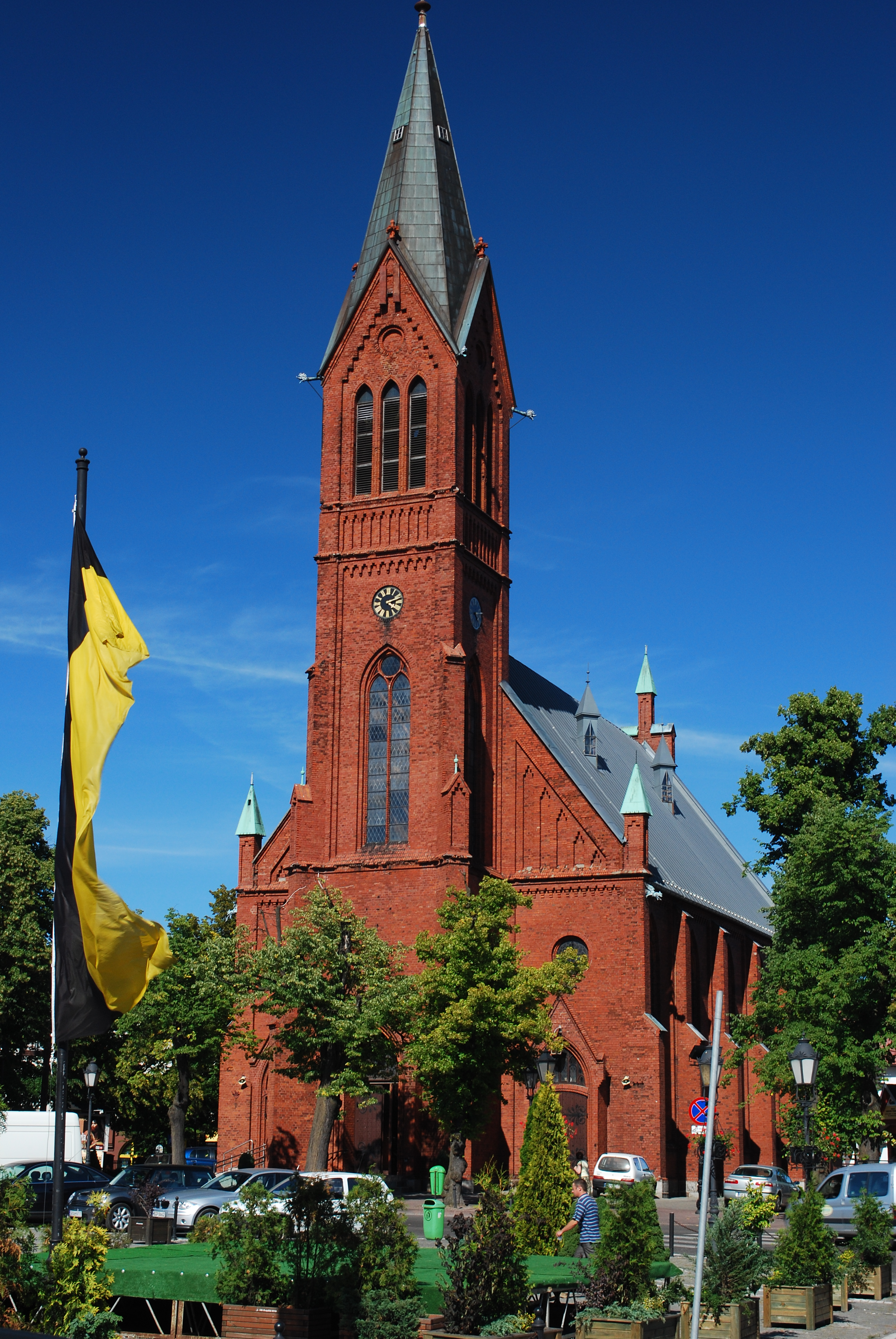
Dawny kościół ewangelicki w Kartuzach, obecnie katolicki kościół św. Kazimierza

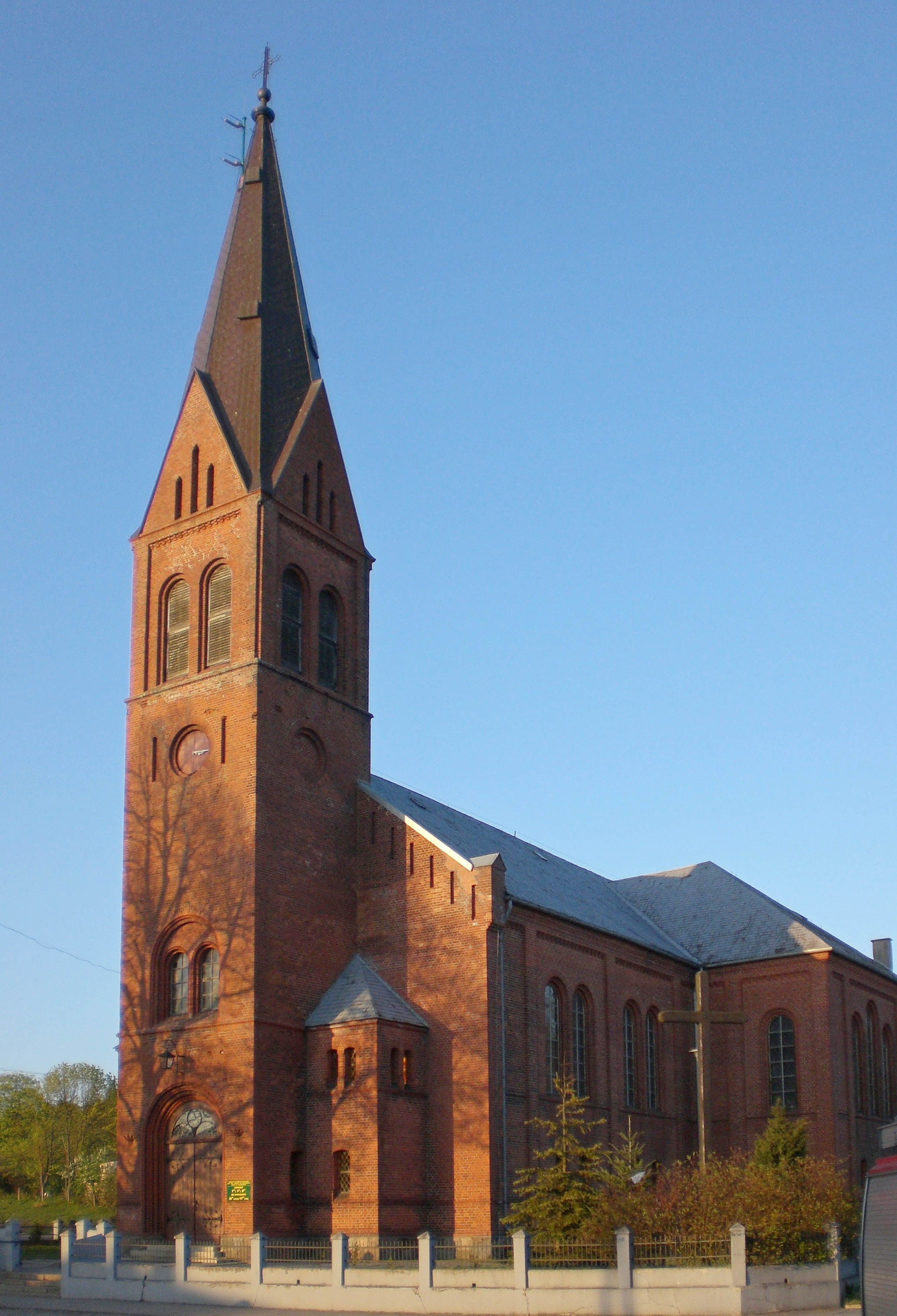
Dawny kościół ewangelicki w Szymbarku, obecnie katolicki kościół pw. Św. Teresy od Dzieciątka Jezus

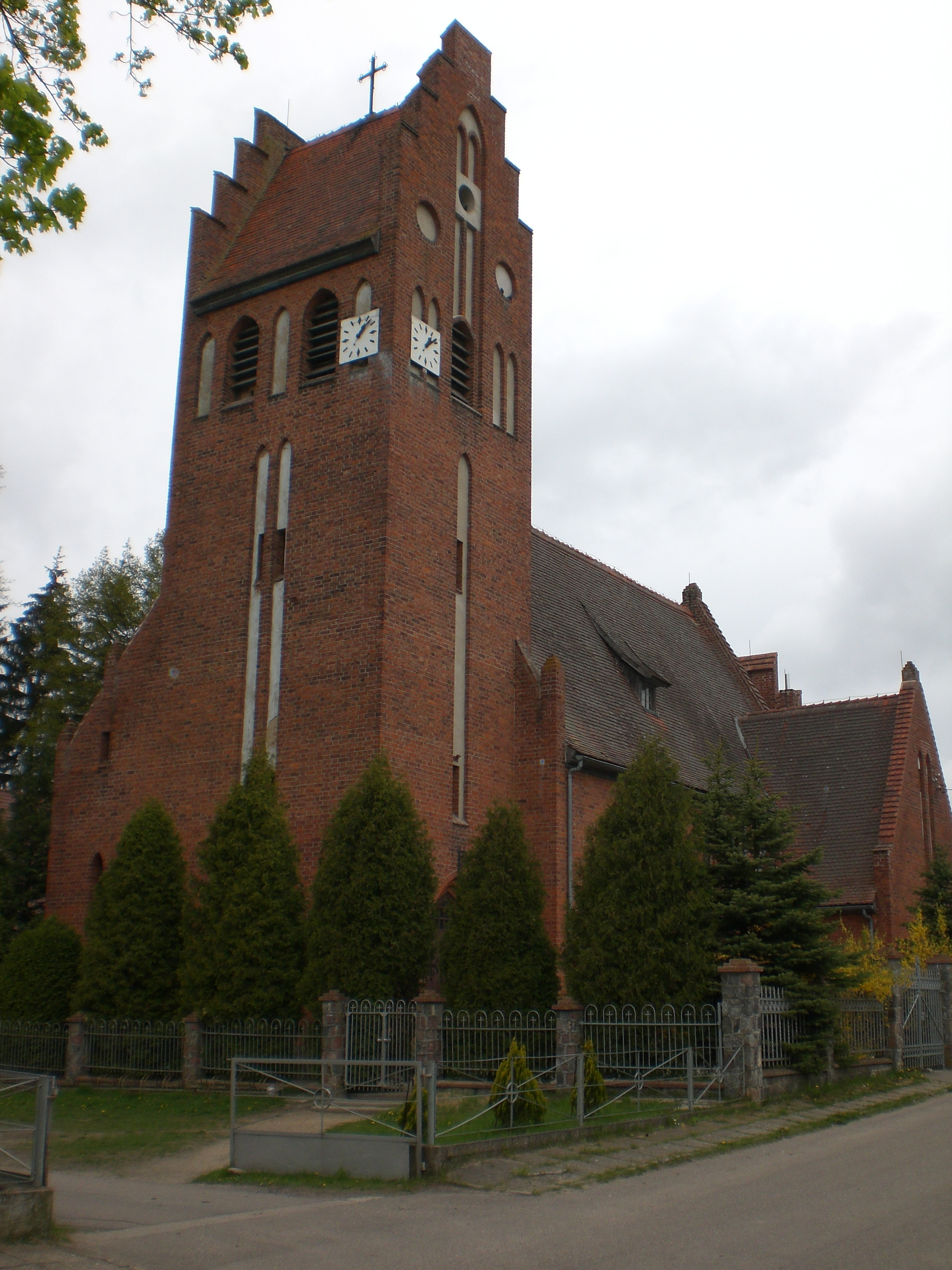
Dawny kościół ewangelicki w Hopowie, obecnie katolicki kościół Nawiedzenia NMP

Superintendentura Kartuzy Ewangelickiego Kościoła Unijnego – jednostka organizacyjna Ewangelickiego Kościoła Unijnego w Polsce istniejąca w okresie II Rzeczypospolitej i obejmująca grupę gmin kościelnych (zborów) czyli parafii tego Kościoła, skupionych wokół miasta Kartuzy.

## Dane statystyczne

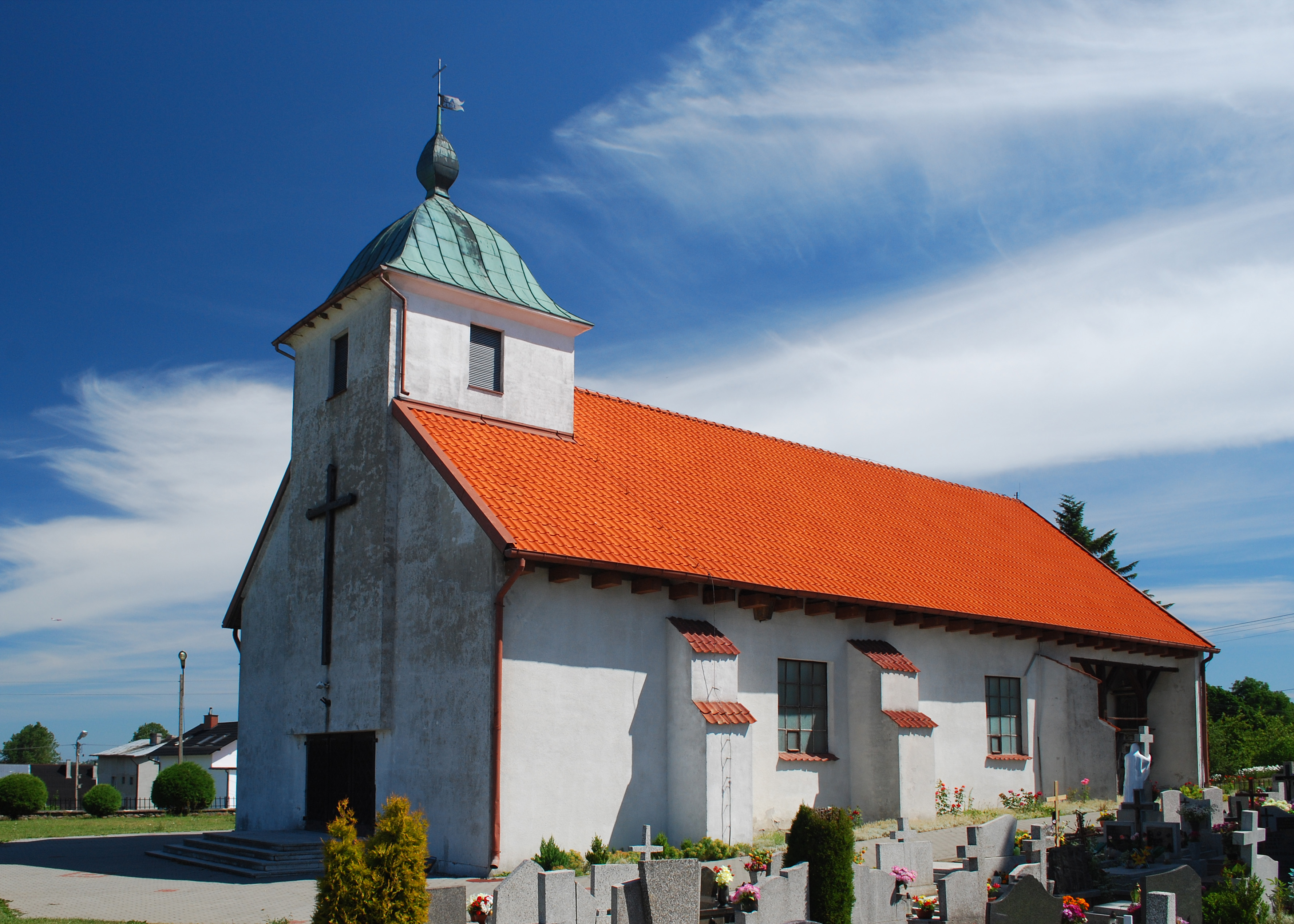
Dawny kościół ewangelicki w Przyjaźni, obecnie świątynia katolicka

| Parafia                       | Liczba wiernych (1937) |
| ----------------------------- | ---------------------- |
| Hopowo pow. Kartuzy           | 1296                   |
| Kartuzy                       | 487                    |
| Mirachowo pow. Kartuzy        | 230                    |
| Przyjaźń pow. Kartuzy         | 338                    |
| Sulmin pow. Kartuzy           | 96                     |
| Szymbark Grabowo pow. Kartuzy | 2208                   |
| Sierakowice pow. Kartuzy      | 370                    |
| Stężyce pow. Kartuzy          | 130                    |
| Sulęczyno pow. Kartuzy        | 190                    |

## Kościoły parafialne na terenie superintendentury
- kościół w Hopowie
- kościół w Kartuzach
- kościół w Mirachowie
- kościół w Przyjaźni
- kościół w Sierakowicach
- kościół w Stężycy
- kościół w Sulęczynie
- Kościół w Sulminie
- kościół w Szymbarku